# Mario Abdo Benítez
Mario Abdo Benítez (Assunção, 10 de novembro de 1971), mais conhecido como Marito, é um político e empresário paraguaio, ex-presidente do Paraguai. Membro do Partido Colorado, antes de ser presidente, era senador no Congresso do Paraguai, onde também atuou como presidente do Senado entre 2015 e 2016.

## Vida pessoal e formação
Nasceu na cidade de Assunção em 10 de novembro de 1971, filho de Mario Abdo Benítez e Ruth Benítez Perrier, sendo pelo lado paterno de ascendência libanesa.
Iniciou sua formação acadêmica no Colégio San Andrés entre os anos de 1976 e 1989, e depois no GED Test USA em 1989, onde culminou na primária e secundária. Concluiu seus estudos universitários na Universidade Teikyo Post de Waterbury, Connecticut, Estados Unidos, obtendo um título em Marketing. Em 1989, uniu-se às Forças Armadas do Paraguai, obtendo o título de subtenente da Reserva de Aviação e, posteriormente, nomeado pelo Comando de Aeronáutica como militar.

### Casamentos
Casou-se com Fátima Maria Díaz Benza por volta da década de 1990, com quem teve os filhos Mario e Santiago. Divorciaram-se e em 2007 se casou com Silvana López Moreira Bo, com quem teve o filho Mauricio.

## Carreira política
Seus primeiros passos na política foram em 2005 como membro do movimento de Reconstrução Nacional Republicana.7 Mais tarde ele foi membro do movimento Paz e Progresso e foi nomeado vice-presidente do Partido Colorado em 2005.7 Em junho de 2015, foi eleito presidente do Senado do Paraguai.
Ele criticado por sua relação com a ditadura militar de Alfredo Stroessner, já que seu pai, Mario Abdo, era o secretário particular do ex-presidente. Quando Stroessner morreu em 2006, ele propôs que o Conselho de Administração do Partido Colorado prestasse uma homenagem. Benítez disse que Stroessner "fez muito pelo país", mas também esclareceu que não compartilha da violação dos direitos humanos, tortura e perseguições cometidas durante o regime.

### Presidência do Paraguai

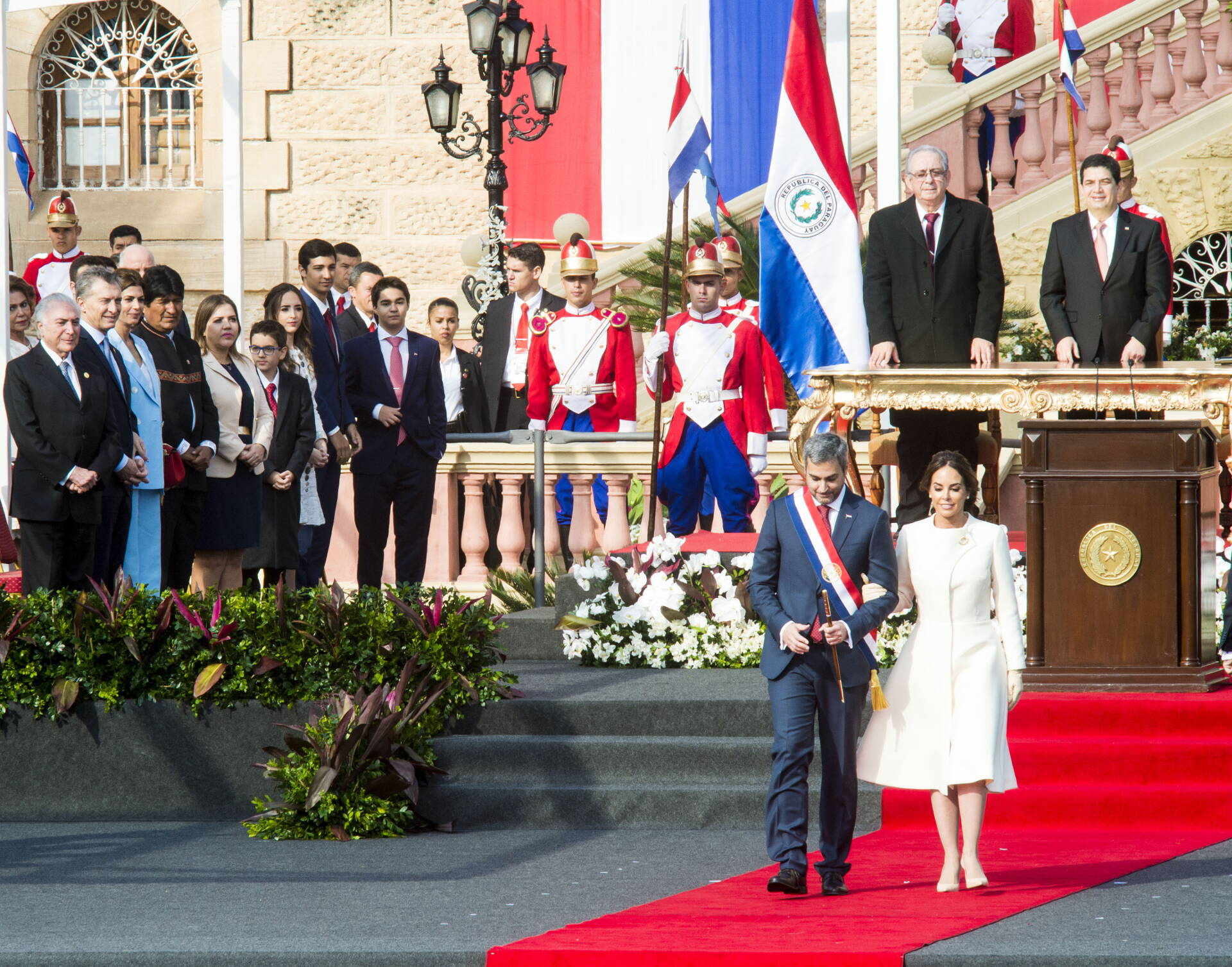
Marito e sua esposa Silvana Abdo durante a posse presidencial.

Em dezembro de 2017, Benítez venceu a primária presidencial do Partido Colorado ao derrotar o ex-ministro das Finanças Santiago Peña com 570 921 votos (51,01%) em comparação com 483 615 (43,23%) de Peña. Em abril Em 2018, Benítez venceu as eleições gerais ao derrotar com 46,46% dos votos, contra 42,73% de Efraín Alegre.
Em 2019, um ano depois de assumir o governo, apresentava altas taxas de desaprovação para sua administração, 69,3% de acordo com um trabalho do Centro de Pesquisa e Estudos Socioeconômicos (CIES).

#### Economia
Em questões econômicas, o governo de Benítez concebeu uma reforma tributária que foi tratada no Congresso, modificada e aprovada em setembro de 2019. Essa reforma envolveu a criação de um imposto sobre dividendos e lucros (UDI), com taxas de 8 e 15%; a criação do imposto de renda das empresas (IRE) que unifica Iracis e Iragro, com uma taxa de 10%; e a separação de renda para liquidar o imposto de renda pessoal (IRP), com taxas progressivas de 8 a 10%. Também foi fornecida uma redução nas taxas máximas do imposto de consumo seletivo (ISC) para o tabaco. Refrigerantes e bebidas alcoólicas. Além disso, o imposto de renda para não residentes (IRNR) foi criado com uma tarifa de 15%; As devoluções do imposto sobre o valor agregado (IVA) para os agroexportadores foram eliminadas e foi criado um regime simplificado (Resimple) para pequenos contribuintes. Com a aprovação desta lei, o governo pretende aumentar a arrecadação em 0,7% do PIB.

Em 17 de maio de 2019, Benítez promulgou a Lei 6286, sobre “Defesa, Restauração e Promoção da Agricultura Familiar”.  Esta lei define o que se entende por agricultura familiar, garante sua promoção e cria entidades de participação para camponeses. Em seu discurso na frente do congresso, Benítez afirmou que “promovemos o trabalho de pequenos produtores, prestando assistência técnica a mais de 77.000 famílias pertencentes à agricultura familiar e às comunidades indígenas”. Ele também mencionou que foram feitas transferências diretas de 100 milhões de dólares para agricultura familiar.

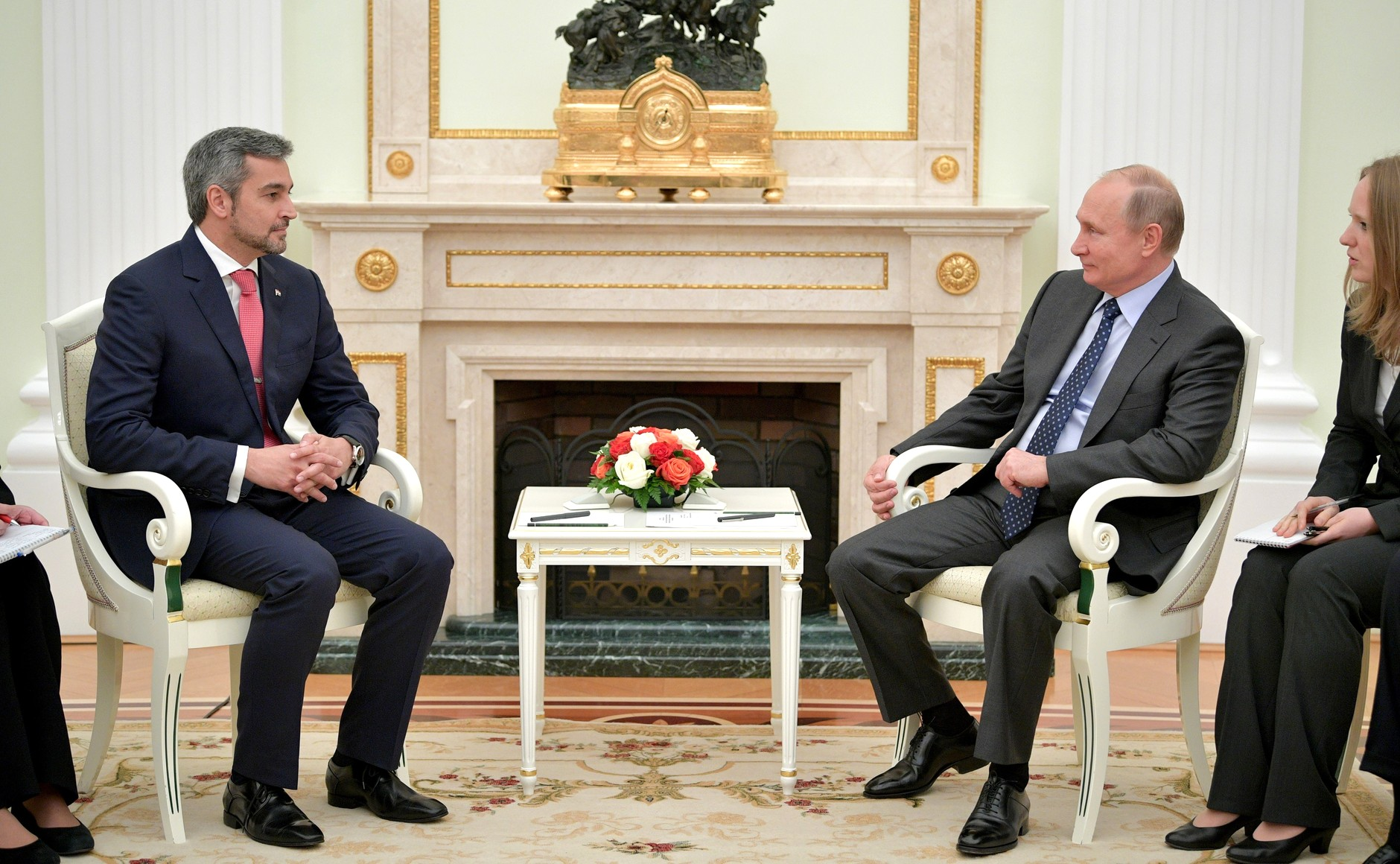
Benítez com o presidente da Rússia Vladimir Putin, em junho de 2018.

Em 2019, a economia do país entrou em recessão após cair por dois trimestres consecutivos (2,1% em janeiro-março e 2,0 em abril-junho). A queda ocorreu principalmente devido ao menor desempenho da agricultura, fabricação, construção e geração de energia elétrica.

#### Educação e ciência
O governo de Benítez continuou o projeto de um dia prolongado, iniciado no final do governo de Horacio Cartes, a partir de um acordo de cooperação com o Banco Interamericano de Desenvolvimento (BID), que duraria de 4 a 8 horas em 660 escolas. Em 2019, foi anunciado que, nos anos seguintes, mais 100 escolas seriam adicionadas ao plano. Em novembro, o Catar doa 10 milhões de dólares para o projeto.
Em julho de 2019, Marito afirmou que mais de 14,5 bilhões de guaranis foram investidos na compra de 166 salas de aula pré-fabricadas para mais de 100 escolas.
Em dezembro de 2019, nomeou o empresário Eduardo Felippo à frente do Conacyt. A decisão foi fortemente criticada pela comunidade científica nacional porque Felippo não vem da academia.

#### Saúde
Em um discurso na frente do Congresso em julho de 2019, Marito declarou:
Até agora, neste ano, melhoramos a infraestrutura de 38 unidades de saúde da família e temos mais de 40 em construção, prevendo mais de 100 unidades de saúde da família até o final de 2019 em territórios já cobertos e iniciando a instalação em outras onde ainda não há serviços de saúde. Esse investimento chegará a aproximadamente 88 bilhões de Guarani até o final do ano.

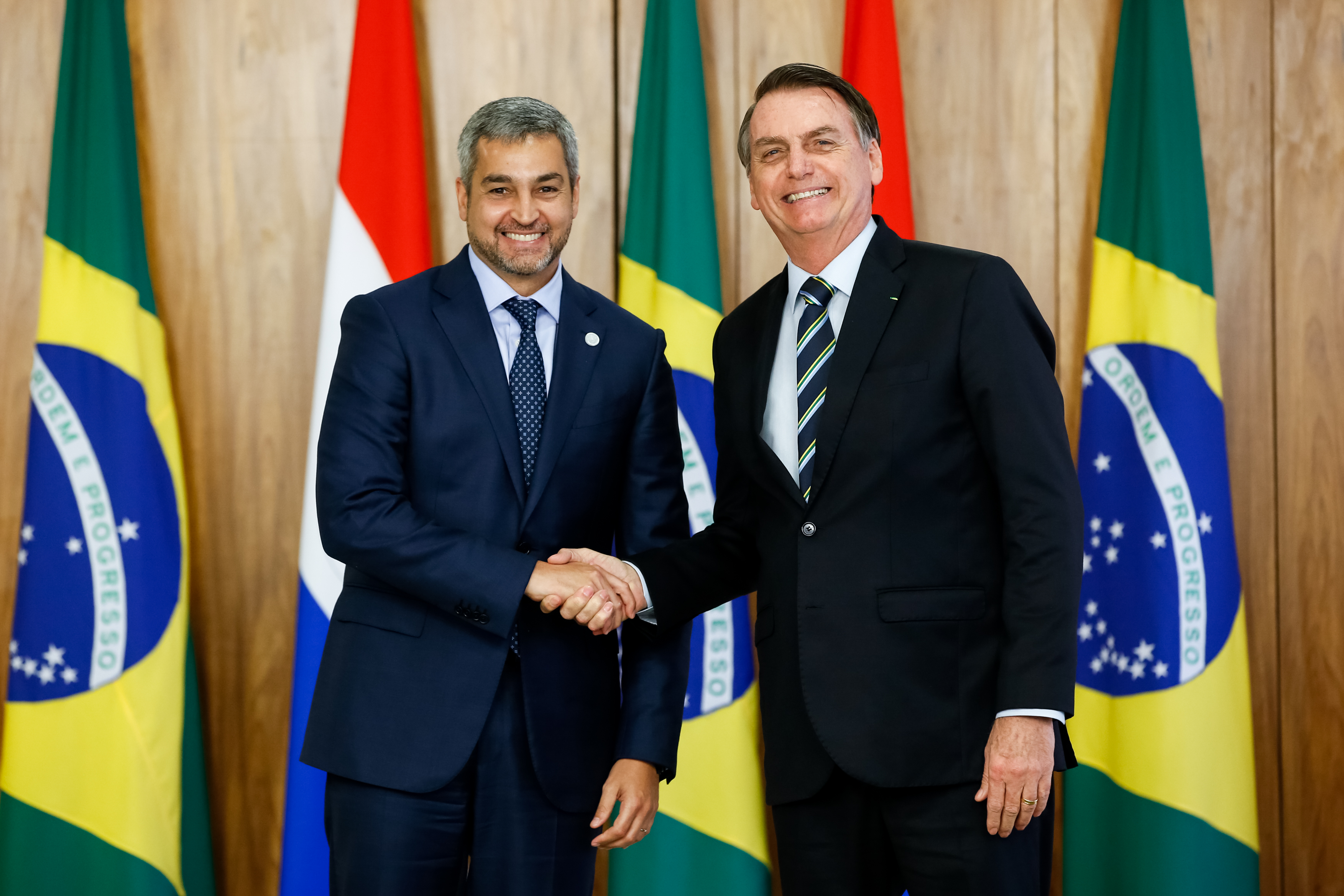
Encontro com o presidente Jair Bolsonaro, em março de 2019.

Ele também mencionou que a capacidade de terapia intensiva foi aumentada com 94 camas adicionais. Foi anunciada a construção de novos hospitais: Hospital do Trauma de Coronel Oviedo, Hospital do Sul, Hospital Cardiológico, novo Hospital Barrio Obrero e hospitais distritais como: Caaguazú, Curuguaty e San Juan Nepomuceno.

#### Energia
Em 24 de maio de 2019, Marito assinou um acordo com o Brasil sobre a barragem de Itaipu, a maior do mundo em volume de energia produzida. O acordo determina um cronograma para a compra de energia da usina hidrelétrica binacional até 2022. Como resultado, o Paraguai teria que enfrentar um custo extra de US$ 200 milhões para a distribuição da produção excedente da barragem. O acordo foi fortemente criticado pela oposição por entender que é uma transferência de soberania. A oposição no Congresso tentou obter os votos para promover o julgamento político do presidente. Finalmente, em agosto, o governo declarou que cancelou o acordo com o Brasil.

#### Infraestrutura

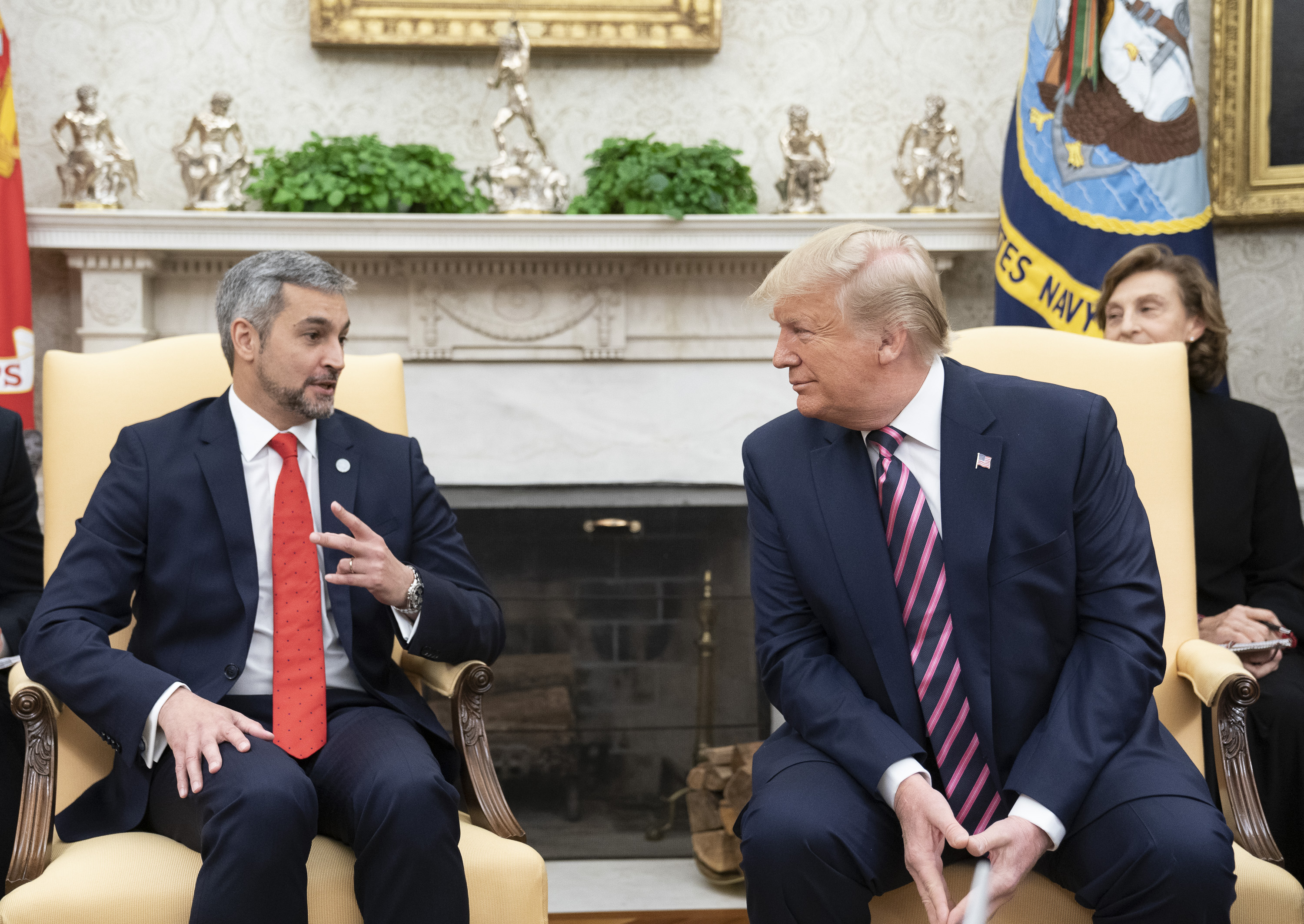
Benítez com o presidente Donald Trump, na Casa Branca, em dezembro de 2019.

Em julho de 2019, durante um discurso em frente ao Congresso, Benítez disse que o plano de infraestrutura seria acelerado por um valor total de 1100 milhões de dólares.
Em outubro de 2019, foram aprovados dois créditos do BID para obras públicas. O primeiro, de US$ 300 milhões, será destinado à construção da faixa costeira de Pilar, a ponte que ligará Assunção a Chaco, e o Hospital do Sul, em Itapúa. O segundo empréstimo, de US$ 100 milhões, será destinado ao programa de reabilitação de moradias em Bañado Sul, para cerca de 1.500 famílias.
Em 2019, começou a construção da ponte entre o Brasil e o Paraguai na Tríplice Fronteira, que ligará as cidades de Presidente Franco e Foz do Iguaçu.

#### Justiça
Em setembro de 2018, as listas foram anunciadas para preencher as duas vagas existentes na Corte Suprema. A primeira foi composta por Manuel Ramírez Candia, Alberto Martínez Simón e María Elodia Almirón; enquanto o segundo era composto por Eugenio Jiménez Rolón, Marcos Köhn Gallardo e Rubén Darío Romero. Em outubro de 2018, Abdo promulgou as demissões de Manuel Ramírez Candia e Eugenio Jiménez Rolón, que foram nomeados pelo Senado.
Pela lei 6299/2019, promulgada em 2 de maio de 2019, foi estabelecido que as sessões do Júri de Sentença dos Magistrados, do Conselho da Magistratura e da Corte Suprema devem ser transmitidas ao vivo e as decisões de seus membros devem basear-se. A lei começou a ser aplicada no mesmo mês.

#### Segurança
Em novembro de 2018, Mario Abdo Benítez demitiu a liderança policial após o crime cometido pelo narcotraficante brasileiro Marcelo Pinheiro Veiga, também conhecido como "Marcelo Piloto", na prisão. Pinheiro assassinou Lidia Meza Burgos, de 18 anos, com 16 facadas durante visita a sua cela. Segundo o ministro do Interior, Juan Villamayor, o motivo do assassinato foi impedir sua extradição para o Brasil. O vice-chefe de polícia Luis Cantero foi acusado de aceitar suborno de US $ 70.000.

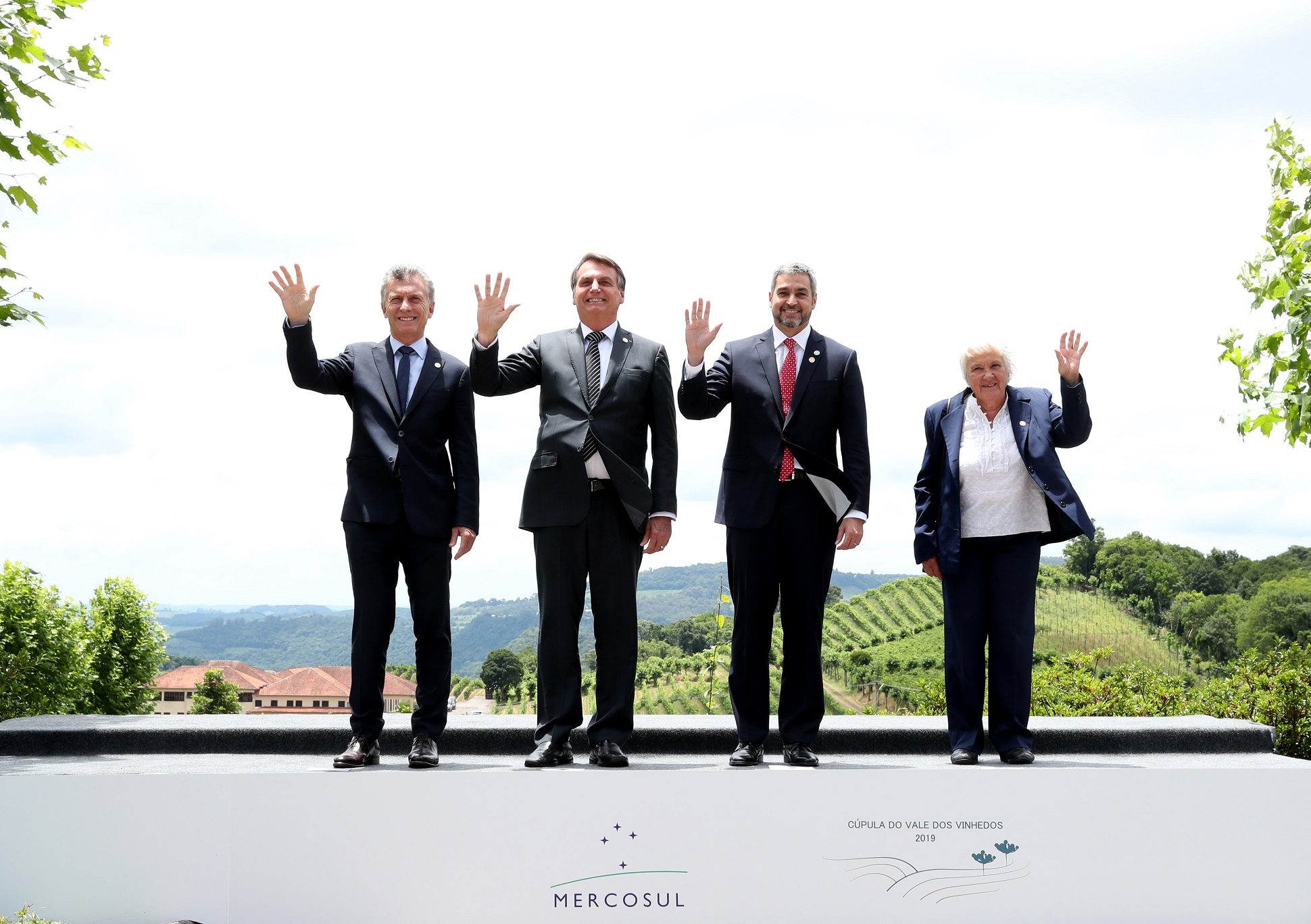
Reunião do Mercosul em dezembro de 2019.

Em 2019, Benítez anunciou que foram entregues à polícia 150 novas motocicletas, 200 carros-patrulha e 526 armas glock, além da entrada de 115 novos agentes no Grupo Lince. Ele também afirmou que três novas prisões seriam construídas: duas em Emboscada e uma em Minga Guazú.
Em outubro de 2018, as forças de segurança paraguaias frustraram duas tentativas de libertar "Marcelo Piloto", líder local da quadrilha criminosa brasileira Comando Vermelho. Os planos incluíam o uso de um carro-bomba e armas de guerra.

#### Política exterior
A restauração da embaixada do Paraguai em Israel em Tel Aviv em setembro de 2018 estreitou as relações entre os dois países. O movimento ocorreu alguns meses depois que seu antecessor, Horacio Cartes, o mudou para Jerusalém. Em resposta, Israel fechou sua embaixada no Paraguai.

Em janeiro de 2019, o Paraguai rompeu relações diplomáticas com a Venezuela, em meio à crise causada pela posse de Nicolás Maduro para um novo mandato como presidente da Venezuela. Naquela crise, Abdo Benítez expressou seu apoio a Juan Guaidó e, semanas mais tarde, ele o recebeu no palácio presidencial.